# Praun (famiglia)
La famiglia Praun fu una famiglia patrizia di Norimberga, dove fu presente nel consiglio cittadino dal 1474 al 1806.

## Storia

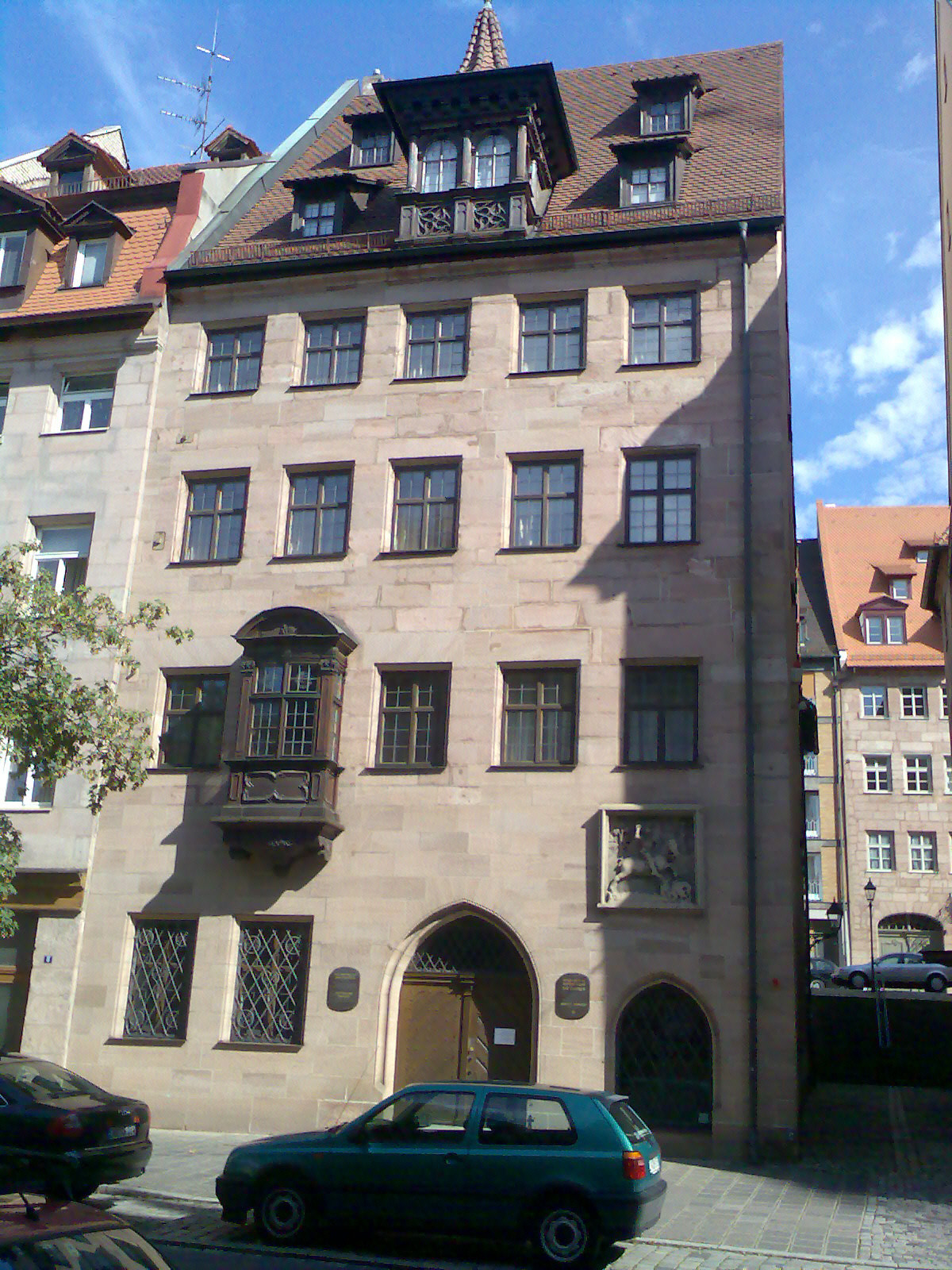
Casa della società dei Praun a Norimberga

La famiglia Praun proveniva originariamente dalla città di Zurigo, ma venne documentata per la prima volta a Norimberga nel 1383 con la figura di Fritz Praun. L'ascesa dei Praun e le loro ricchezze furono legate essenzialmente al commercio a distanza, in particolare sotto la guida del mercante Hans I Praun (1432-1492), impegnato prevalentemente nel commercio di agrumi e spezie oltre a metalli preziosi e prodotti in metallo, tessuti, articoli in vetro e libri. All'inizio, la sua area di attività commerciale preferita era la Germania settentrionale e l'Italia settentrionale. Per il commercio di tessuti in seta, aprì una sede della propria azienda a Bologna che divenne il centro di questo suo ramo di attività nel corso del XVI secolo. La famiglia, sempre nel Cinquecento, si interessò anche al settore vinicolo ed acquistò il maniero di Almoshof.
A causa dei problemi con la Santa Inquisizione, già dalla fine del XVI secolo la famiglia Praun diminuì notevolmente le proprie attività commerciali e chiuse anche l'ufficio di Bologna nel 1626, dedicandosi più alla carriera amministrativa, militare e diplomatica.
Per quanto riguarda la città di Norimberga, già nel 1474 la famiglia Praun venne inclusa per la prima volta nel consiglio cittadino, ma vennero ammessi a far parte del patriziato solo nel 1788. Nel 1813, dopo il crollo della libera città imperiale di Norimberga, i Praun ottennero la nobilitazione nel regno di Baviera. La linea primogenita della famiglia si è estinta nel 1867, mentre ad oggi esiste ancora la linea collaterale.

## Membri notabili
- Stephan III Praun (1544-1591), segretario della legazione dell'imperatore Massimiliano I del Sacro Romano Impero alla corte del sultano di Costantinopoli e poi alle corti reali d'Inghilterra, Spagna e Portogallo
- Paul II Praun (1548-1616), creatore della collezione artistica dei Praun
- Paul von Praun (1858-1937), consigliere segreto del principe reggente Luitpold di Baviera (dal 1896) e presidente dello Stato della Svevia (dal 1906)